# American Truck Simulator
American Truck Simulator o Simulador de Camions d'Amèrica (abreviat com: ATS) és un videojoc de simulació de camions. Va ser presentat a la Electronic Entertainment Expo 2015 (I3 2015), encara que primer es va anunciar al setembre de 2013. El joc va ser llançat el 2 de febrer de 2016 i ha venut més de 280.000 còpies a partir d'abril de 2016. El videojoc compta amb versió en català.

## Jugabilitat
Al joc, els jugadors condueixen camions i lliuren béns remolcats a un lloc designat per ser compensats amb diners i punts d'experiència. La càrrega útil s'ha de lliurar a la ubicació ràpidament dins d'un període donat, i amb la menor quantitat possible de danys a la mercaderia, a fi d'obtenir la major quantitat de diners i punts d'experiència possibles.
El joc va començar en el llançament amb els estats de Califòrnia i Nevada, i es va expandir des d'allà, amb la incorporació d'Arizona al maig de 2016 com a part d'una versió beta oberta i gratuïta. Al febrer de 2017, també es va anunciar l'addició de l'estat de Nou Mèxic. Al febrer de 2018, es va anunciar que el proper estat serà Oregon. Es d'esperar que el desenvolupador agregui més estats dels EUA (i parts de Mèxic i Canadà) en el futur.

## Desenvolupament
SCS el va anunciar per primera vegada el 6 de setembre de 2013, i va ser presentat a l'E3 de 2015.
L'11 d'abril de 2014, SCS va anunciar que hi haurà més de 100 ciutats en el joc, i fins avui ha desvetllat diverses captures de pantalla del progrés del joc. Les marques de camions incloses a l'American Truck Simulator fins ara són Kenworth i Peterbilt, però en seran moltes més. Comença a Califòrnia, i s'expandirà des d'allà. SCS planeja incloure tota Amèrica del Nord amb més de 100 ciutats per explorar.
El 18 de desembre de 2015, SCS va anunciat al seu blog la data de llançament oficial de l'American Truck Simulator, que és el 3 de febrer de 2016. El joc va ser llançat un dia abans.

## Camions
- Peterbilt 579
- Kenworth T680
- Kenworth W900
- Peterbilt 389
- Kenworth T680

## Estats
El joc explica actualment amb els Estats de Califòrnia, Nevada, Arizona i Nou Mèxic. Pavel Sebor, el CEO de SCS, ha insinuat que el proper DLC podria ser de Texas, Oregon o Washington. SCS han indicat que futures expansions del mapa seran imputables.
El joc actualment compta amb les següents ciutats:
- Califòrnia: Hornbrook, Eureka, Redding, Truckee, Sacramento, San Rafael, Stockton, San Francisco, Oakdale, Oakland, Huron, Santa Cruz, Bakersfield, Oxnard, Barstow, Los Angeles, Carlsbad, San Diego, Santa Maria (agregada a la versió 1.5) i Ukiah (agregada a la versió 1.3)
- Nevada: Jackpot, Winnemucca, Elko, Reno, Carson City, Ely, Pioche, Tonopah, Las Vegas i Primm.
- Arizona: Phoenix, Yuma, Ehrenberg, Kingman, Page, Kayenta, Grand Canyon Village, Flagstaff, Holbrook, Camp Verde, Show Low, Tucson, Nogales, Sierra Vista i San Simon.
- Nou Mèxic: Albuquerque, Gallup, Santa Fe, Tucumcari, Clovis, Hobbs, Roswell, Alamogordo, Artesia, Farmington i Carlsbad.

Els jugadors també han trobat alguns noms de ciutats en rètols de carretera que pertanyen a altres Estats que no han estat alliberats, incloent Salt Lake City (Utah), Klamath Falls (Oregon), Medford (Oregon), Portland (Oregon), El Paso (Texas), Colorado Springs, (Colorado) i Trinidad (Colorado). També alguns rètols de benvinguda a un Estat han estat oposats, tals com el d'Oregon, al nord de Winnemucca i el de Utah, al nord de Kayenta.
Actualment els desenvolupadors de SCS Programari estan treballant en l'estat d'Oregon, i s'estima que podria arribar a ser alliberat a l'octubre de 2018.
Algunes ciutats d'Estats ja agregats podrien ser afegides en futures versions:
- Crescent City: podria ser afegida abans del llançament del DLC d'Oregon o abans del DLC abans esmentat.
- Weed: podria ser afegida abans del llançament del DLC d'Oregon o abans del DLC abans esmentat, encara que Weed ha estat afegida com a escenari en la versió 1.31.